# 정문부장군묘
정문부장군묘(鄭文孚將軍墓)는 대한민국 경기도 의정부시 용현동에 있는, 조선 중기의 문신이자 임진왜란 때 의병을 일으켜 뛰어난 공적을 세운 농포(農圃) 정문부(1565∼1624) 장군의 묘이다. 1977년 10월 13일 경기도의 기념물 제37호로 지정되었다.

## 개요
조선 중기의 문신이자 임진왜란 때 의병을 일으켜 뛰어난 공적을 세운 농포(農圃) 정문부(1565∼1624) 장군의 묘이다.
선조 18년(1585)에 생원이 되고 문과에 급제하였으며 선조 24년에 함경북도의 병마평사가 되었다. 1592년 임진왜란이 일어나 관북일대가 함락되자 이에 격분하여 의병을 일으켰다. 명천·길주 등에서 적을 물리치고 관북 지역을 되찾았으며 그 공을 인정받아 길주 목사가 되었다. 인조 때 이괄의 난에 연루되어 사망하나 후에 무죄가 증명되어 좌찬성으로 벼슬이 높여졌다.
부인 고령 신씨가 함께 묻혀 있는 합장묘이며, 봉분 앞에 묘비·상석·향로석이 있고 그 앞 좌우로 1쌍의 문인석이 서 있다. 묘역 동남쪽에 신도비(神道碑:왕이나 고관 등의 평생업적을 기리기 위해 무덤 근처 길가에 세운 비)가 있는데 현종 6년(1665)에 세웠던 것을 철종 12년(1861)에 추가로 기록하여 다시 세운 것이다.

## 같이 보기
- 정문부

## 참고 문헌
- 정문부장군묘 - 국가유산청 국가유산포털